# Uwu

Biểu tượng cảm xúc UwU cách điệu đỏ mặt

uwu (cách điệu: UwU) là một biểu tượng cảm xúc biểu thị sự dễ thương, trong đó chữ u đại diện cho mắt và chữ w đại diện cho miệng.

## Sử dụng
uwu thường được dùng để biểu thị sự dễ thương, hạnh phúc hoặc dịu dàng. Dù vậy việc lạm dụng biểu tượng cảm xúc có thể gây khó chịu cho người nhận. Biểu tượng cảm xúc này đã trở nên phổ biến trong nhóm tiểu văn hóa Furry Fandom. uwu cũng có một biến thể khác và mang tính đa nghĩa hơn là OwO (thường đi kèm/mang nghĩa câu trả lời "cái gì đây?"), có thể biểu thị sự quá dễ thương, tò mò hoặc bối rối.

## Lịch sử
Sự xuất hiện sớm nhất của uwu được biết đến vào năm 2005 trong một bộ anime fan fiction. Nguồn gốc của biểu tượng đến nay vẫn không rõ ràng, nhưng nhiều người tin rằng nó bắt nguồn từ các phòng chat trực tuyến. Đến năm 2014, biểu tượng đã trở nên phổ biến trên Internet và Tumblr, trở thành một tiểu văn hóa.
Từ uwu sau đó được đưa vào trang web The word observatory của Học viện Hoàng gia Tây Ban Nha với định nghĩa là một "biểu tượng cảm xúc được sử dụng để biểu thị sự hạnh phúc hoặc dịu dàng".

### Những lần sử dụng đáng chú ý
Vào năm 2018, tài khoản Twitter chính thức đã tweet "uwu" để đáp lại tweet của một nghệ sĩ vào ngày 22 tháng 10 năm 2018.
Năm 2020, tài khoản Twitter của US Army Esports đã tweet "uwu" để trả lời một tweet của Discord, vấp phải phản ứng dữ dội từ người dùng Twitter. Sự kiện này lên đến đỉnh điểm khi nhiều người đã cố gắng để bị cấm khỏi máy chủ Discord của U.S. Army Esports càng nhanh càng tốt, với một cách làm phổ biến là đăng liên kết đến một bài viết trên Wikipedia có tên "United States war crimes".